# Почесне консульство Республіки Молдова у місті Суми
Почесне консульство Республіки Молдова у місті Суми — офіційне дипломатичне представництво Республіки Молдова в Сумах, Україна. Почесне консульство Республіки Молдова у місті Суми підпорядковується Посольству Молдови в Україні. Керівником є Еміл Нурієв - Почесний консул Республіки Молдова в місті Суми.